# Creedence Clearwater Revival
Creedence Clearwater Revival, eller CCR, var et amerikansk rockband, der eksisterede fra 1967 til 1972. De blev kendt for deres "deep south rock", der kombinerede elementer af country rock og rock and roll. CCR er anerkendt som et af genrens mest indflydelsesrige bands og gruppen har solgt over 26 mio. albums i USA alene.
Bandet blev især kendt for sange som "Proud Mary", "Fortunate Son", "Run Through the Jungle", "Bad Moon Rising", "Have You Ever Seen the Rain", "Down on the Corner", "Lookin' Out My Backdoor" og "Who'll Stop the Rain". Frontmanden John Fogerty skrev de fleste sange, hvoraf mange er blevet indspillet af andre grupper og står som klassikere inden for den tids musik.
John Fogerty er siden gået solo og indspiller stadig nye numre i samme stil.
CCR blev optaget i Rock and Roll Hall of Fame i 1993, men John Fogerty afslog at deltage i showet sammen med de to tilbageværende, tidligere medlemmer.

## Historie

### Starten
Bandet udsprang af to bands, The Blue Velvets og the Golliwogs. I 1966 blev sidstnævnte splittet, da John Fogerty og Doug Clifford blev indskrevet til hæren. Da bandet genoptog samarbejdet efter den overståede militærtjeneste, lovede Saul Zaentz, som netop havde købt Fantasy Records, at han ville lade dem indspille en lp, hvis de ændrede navnet, som han ikke brød sig om. Diskussionen om et nyt navn endte med en fælles accept af Creedence Clearwater Revival (CCR), som bandet officielt tog i januar 1968. Deres anden singleplade nåede 11. pladsen på den amerikanske top 40, med nummeret Susie Q"

### Gennembrud
Bandets første album var en mindre succes, men det næste Bayou Country (1969), indspillet på RCA Studios i Los Angeles indeholdt "Proud Mary", der som single med "Born on the Bayou" som B- side nåede No. 2 på Billboards hitliste. A -siden blev senere bandets mest kopierede sang, blandt andet med et #4 1971 hit fra Ike & Tina Turner. John Fogerty er citeret for at udtale, at han skrev den i ekstase efter at have opnået hjemsendelse fra hæren. Albummet indeholdt også rock & roll klassikeren "Good Golly, Miss Molly" og et ni minutter langt nummer "Keep On Chooglin'".
I marts nåede en anden sang fra albummet, "Bad Moon Rising" No. 2 på Billboard. I Storbritannien fik den 3 uger på førstepladsen i september og oktober 1969, og den blev dermed den eneste af bandets singler, der nåede højeste placering der. Det tredje album Green River, udkom allerede i august 1969 og singlen "Green River" opnåede No. 2 på Billboard - listen.
Creedence var dette år konstant på turne og deltog i august 1969 på Woodstockfestivalen. John Fogerty udtrykte senere sin utilfredshed med, at bandet, der spillede før CCR, the Grateful Dead, havde dysset publikum i søvn."
Kort efter frigivelsen af "Green River"" begyndte bandet at indspille sange til den opfølgende LP, Willy and the Poor Boys. Albummet blev udgivet i november 1969 som Fantasy 8397, og i 1970 nåede det Top 50 i seks lande, En single fra dette album, " Down on the Corner " / " Fortunate Son " toppede på Billboard som nr. 3 den 20. december 1969 på Hot 100.
Ved udgangen af året 1969 havde Creedence Clearwater Revival præsteret tre på hinanden følgende nummer 2-singler og nummer 1-albummet Green River. Derudover havde gruppen lavet flere højprofilerede tv-optrædener, herunder på The Ed Sullivan Show. Bandleder og sangskriver John Fogerty havde overtaget kontrollen med bandet efter der var opstået intern uro, men på trods af den voksende succes begyndte de andre medlemmer - bassist Stu Cook, trommeslager Doug Clifford og guitarist Tom Fogerty, Johns ældre bror - at protestere mod Fogertys krævende ledelsesstil. Bandets output i 1969 alene - tre albums i fuld længde - var meget krævende i betragtning af at de samtidig turnerede nonstop. "Det var lidt overdrevent, og det har jeg aldrig forstået," sagde Clifford i et interview til Jeb Wright fra Goldmine i 2013". Fogerty fortalte os, at hvis vi ikke var på hitlisterne, så ville vi blive glemt. . . For at gøre det værre, lyder det måske sjovt, men vi havde dobbeltsidige hits, og det var en slags forbandelse, da vi afbrændte vores materiale dobbelt så hurtigt. Hvis vi havde spredt det ud, ville vi ikke have været nødt til at udsende tre albums på et år." Om uenighederne har John Fogerty blandt andet udtalt:" Melody Maker udnævnte os til verdens bedste band. Det var efter The Beatles blev opløst, men alligevel. ... Og jeg havde skabt alt dette. Men jeg tror desværre ikke, at de forstod det. ... De var besat af tankerne om mere kontrol og mere indflydelse.
I april 1970 påbegyndte Creedence den første Europa - turne. For at kunne præsentere helt nyt materiale komponerede Fogerty "Up Around the Bend" og "Run Through the Jungle". som udkom på en single, der nåede No. 4 på Billboard. De blev inkluderet på bandets følgende album, Cosmo's Factory, der blev indspillet i juni 1970 i San Francisco, ligesom "Lookin' Out My Back Door"/"Long as I Can See the Light" som single blev deres femte (og sidste) No. 2 amerikanske hit. Pendulum, det sjette album fra bandet udkom på Fantasy Records den 9. december 1970. Det var deres første album uden covernumre. En single fra albummet, "Have You Ever Seen the Rain"/"Hey Tonight", blev udgivet i januar 1971. Den blev CCR's sidste top 10 hit på Billboard.
Trods den fortsatte kommercielle succes på hitlisterne var modsætningerne blandt medlemmerne nu så store, at Tom Fogerty forlod bandet kort efter Pendulums frigivelse i december 1970.

### Tilbagegang og opløsning
Albummet Mardi Gras, som blev udgivet i april 1972, blev som det første produceret af Fogerty, Cook og Clifford i fællesskab, ligesom det indeholdt sange skrevet af alle tre medlemmer. Den nye "demokratiske" indfaldsvinkel til materialet blev suppleret med en coverversion af "Hello Mary Lou", som er komponeret af Gene Pitney og oprindelig indspillet af Ricky Nelson. Mardi Gras fik ikke samme salgssucces som de foregående udgivelser, men opnåede dog en guldplade, efter at have toppet som No. 12 på Billboards liste. Dette album fik en hård kritik af anmelderne; blandt andre i Rolling Stone, hvor Jon Landau, som bedømte som "det dårligste album, jeg nogensinde har hørt fra et kendt rockband." I 1976 tilsluttede John Fogerty sig kritikerne, da han til Rolling Stone magazine udtalte: "Jeg har indtryk af at Creedence skabte seks albums. Lad mig tælle op... den første, derefter Bayou  Green River, Willy and the Poor Boys, Cosmo's Factory, Pendulum... ja seks. Jeg kunne ikke drømme om at nævne Mardi Gras, og det ville ingen andre heller ikke. Jeg havde ikke længere kontrol over noget." Bandet blev officielt opløst i oktober 1972.

## Tekst og musik
Mange af CCR's tekster omhandler daglivets små og store problemer, mens andre refererer til politiske emner, blandt andet Vietnamkrigen. De fleste er skrevet af John Fogerty, som også har komponeret det meste af deres eget materiale. Derfor omtales han ofte som bandets leder.

### Teksterne
En af Fogerty største successer, Proud Mary fra CCR's andet album, Bayou Country, er inspireret af hans afslutning af sin tid i hæren, hvor han forlod "et vellønnet job" for at kunne "drive ned af floden". Den flytter således et af Mark Twains kendte temaer til USA i 1960'erne. I "Fortunate Son" synger John Fogerty således om hvorledes sønner af samfundets spidser slipper for at deltage i krigen. Sangen er inspireret af David Eisenhowers fritagelse. Andre tekster handlede om myter og science fiction, f, eks Born on the Bayou Fogertys tekster var sjældent direkte politiske, men benyttede i stedet symbolik og metaforer til at kritisere det daværende system. Et eksempel herpå er Who'll Stop the Rain, som er blevet tolket som en metafor for bomberne, der blev kastet over Nordvietnam. Dette har Fogerty ikke selv bekræftet.

## Medlemmer
- John Fogerty – sang, guitar, harmonika, klaver, orgel
- Tom Fogerty – guitar, sang, klaver
- Stu Cook – bas, sang
- Doug Clifford – trommer, percussion, sang

## Diskografi
- Creedence Clearwater Revival (1968)
- Bayou Country (1969)
- Green River (1969)
- Willy and the Poor Boys (1969)
- Cosmo's Factory (1970)
- Pendulum (1970)
- Mardi Gras (1972)